# Éditions La Baconnière
Pour les articles homonymes, voir La Baconnière (homonymie).
La Baconnière est une maison d'édition suisse.

## Histoire
Fondée en 1927 par Hermann Hauser (1902-1980), la maison d’édition porte le nom d'un lieu-dit de la commune de Boudry (près de la Tour de Pierre), situé aux abords du lac de Neuchâtel. 
Albert Béguin écrit du fondateur : 

« Ce qui me paraît rare chez M. Hauser, c'est qu’il a l’air de supposer que l’écrivain a le droit de se montrer irritant, tâtillon, négligent, fantasque, tandis que l’éditeur est tenu à l’exercice de toutes les vertus. »

Roger-Louis Junod décrit « HH » comme un « homme au corps mince et mobile, à la parole hachée, coupante, qui a la modestie des grands orgueilleux, l’ironie (souvent cinglante) des tendres, et par-dessus tout la passion dévorante du travail », et plus loin il mentionne « le courage d’un homme qui n'a jamais hésité à servir la pensée, la liberté, la justice lorsqu’elles se trouvaient menacées. »
Hauser devient docteur honoris causa de l'université de Neuchâtel en 1959 et reçoit en 1977 le titre de chevalier de la Légion d'honneur.
Très active dans le domaine littéraire, La Baconnière est d’une importance internationale depuis la Seconde Guerre mondiale. Sous l’impulsion d’Albert Béguin, La Baconnière développe en 1942 « Les Cahiers du Rhône » dans l’idée de créer un refuge de la pensée libre avec les écrits de Charles Péguy, Louis Aragon ou Jules Supervielle, par exemple.
La maison d’édition accroît sa notoriété en publiant Denis de Rougemont, Jacques Pirenne et sa monumentale Histoire suisse, les écrits de l’école de Genève ou la Correspondance d’Ernest Ansermet, notamment.
De 1953 à 1958, Philibert Secretan est secrétaire d'édition de la maison.
En 1980, Marie-Christine Hauser prend les rênes de la maison d’édition après la mort de son père. En 1996, les éditions Médecine et Hygiène la rachètent.
Depuis 2009, La Baconnière a repris une activité éditoriale sous l'impulsion de sa nouvelle directrice et publie quatre à six livres par an. Différentes collections ont vu le jour : la nouvelle collection « Langage » qui publie des essais littéraires sous la direction de Daniel Sangsue ; la collection « 80 mondes » dirigée par David Collin et la collection dirigée par Ibolya Virág qui fait connaître les grands auteurs de la littérature hongroise et de l'Europe centrale.
La directrice Laurence Gudin a racheté le fonds de la maison en 2012,.

## Présentation

### Catalogue
Avec près de mille titres au catalogue qui couvrent de nombreux domaines de l’histoire de la pensée, de la philosophie à la critique littéraire et musicale en passant par les beaux-arts, La Baconnière a incontestablement participé à l’élaboration de l’identité intellectuelle suisse au xxe siècle. Elle a d’ailleurs publié les textes des Rencontres internationales de Genève de 1946 à 1995.
En dehors de toute considération politique, La Baconnière continue à rester fidèle à sa philosophie d’ouverture et de recherche de qualité.

### Publications

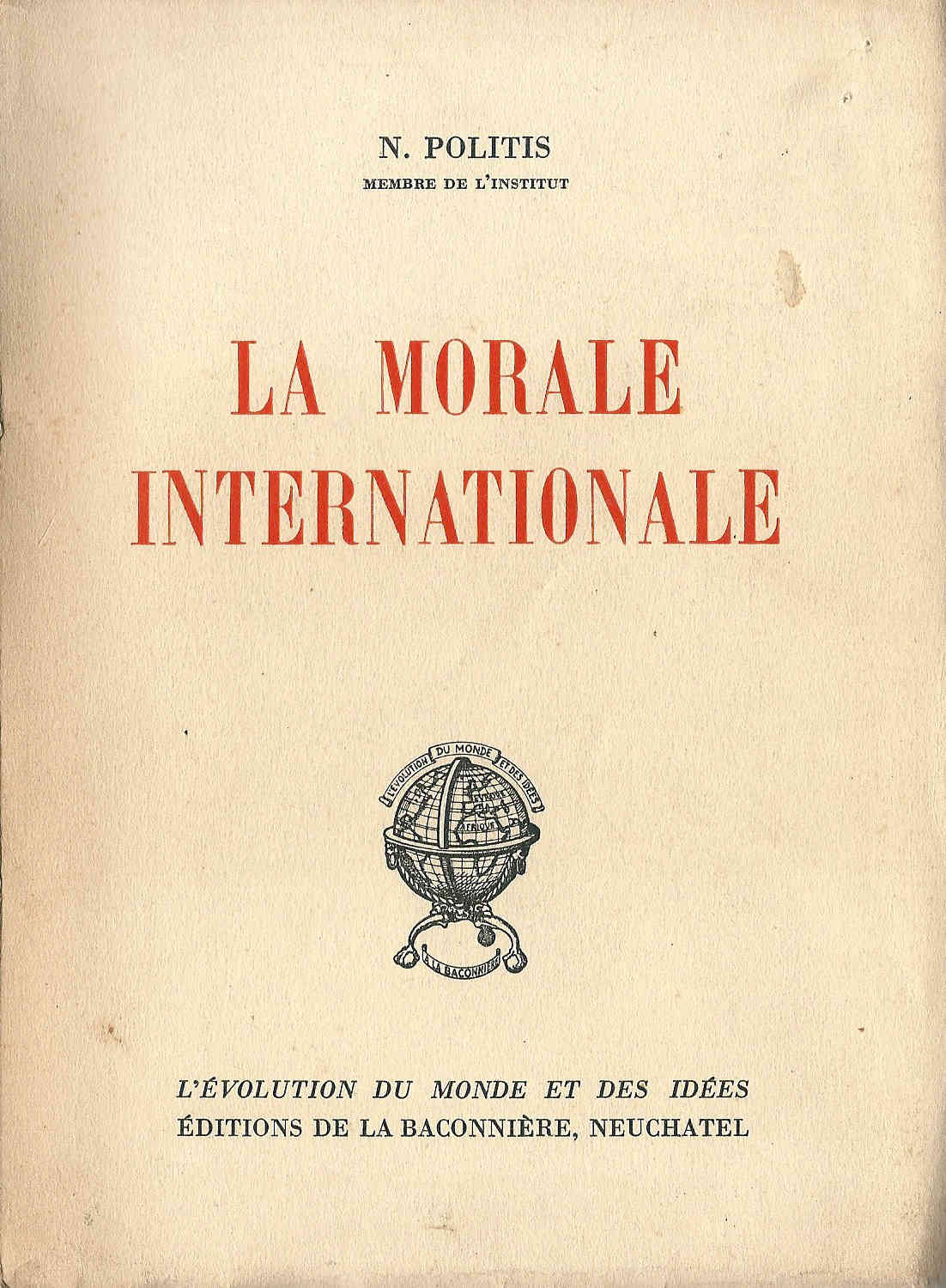
Couverture d’un ouvrage de Nicolas Politis paru en 1943.

- Le Monde du silence de Max Picard, 2019
- Les Chants du mort, recueillis par Constantin Brăiloiu, 2018[10]
- Le Livre invisible. Le Journal invisible de Sergueï Dovlatov, 2017
- Les Cahiers du Rhône
- A Hell of a woman, Une femme d'enfer de Jim Thompson, illustré par Thomas Ott, 2014
- Solal Aronowicz, Une résistance à toute épreuve, faut-il s'en réjouir pour autant ? de Florian Eglin, 2014
- L'Inondation de Raluca Antonescu, 2014
- L'Œuvre au bref de Michel Viegnes, 2014
- Alexandrie la divine, Fondation Bodmer (ed.), 2013

Dans la collection dirigée par Ibolya Virág
- Lettres d'Angleterre de Karel Čapek, traduit du tchèque par Gustave Aucouturier, 2016
- La Fabrique d'Absolu de Karel Čapek, traduit du tchèque par Jirina et Jean Danès, 2015
- Aventures dans l'Armée rouge de Jaroslav Hašek, traduit du tchèque par H. Fantl et R. Bénès, 2015
- Sindbad ou la nostalgie de Gyula Krúdy, traduit du hongrois par J. Clancier, I. Virág, F. Gachot, 2015
- Portraits de Dezső Kosztolányi, traduit du hongrois par I. Virág, 2013
- N.N. de Gyula Krúdy, traduit du hongrois par I. Virág, 2013
- La Guerre des Salamandres de Karel Čapek, traduit du tchèque par Claudia Ancelot, 2012

### Distribution
La Baconnière est diffusée en France par Harmonia Mundi et en Suisse par Servidis.